# 天主教拉特納普勒教區
天主教拉特納普勒教區 （拉丁語：Diocesis Ratnapurensis）是斯里蘭卡一個羅馬天主教教區，屬科倫坡總教區。
教區範圍包括斯里蘭卡薩伯勒格穆沃省，教座位於拉特納普勒。2006年有教友23,812人、20個堂區、28名司鐸。現任教區主教為克萊圖斯‧佩雷拉。
1995年11月2日自加勒教區分出，建立教區。